# Unciola planipes
Unciola planipes is een vlokreeftensoort uit de familie van de Unciolidae. De wetenschappelijke naam van de soort is voor het eerst geldig gepubliceerd in 1867 door Norman.